# Yrjö Blomstedt (arkitekt)

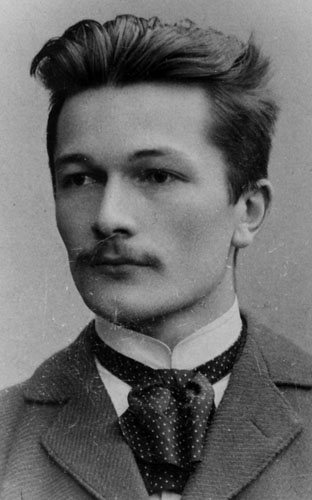
Yrjö Blomstedt.

Yrjö Oskari Blomstedt, född 9 mars 1871 i Helsingfors, död 6 december 1912 i Jyväskylä, var en finländsk arkitekt och lärare.
Blomstedt utexaminerades som arkitekt vid Tekniska högskolan, Helsingfors 1894 och tog lärarexamen vid Sordavala seminarium 1895. Han undervisade därefter i teckning och handarbete vid seminarierna i Raumo och Jyväskylä. Tillsammans med kollegan Victor Sucksdorff företog han en forskningsresa i ryska Karelen 1894 och publicerade 1901 en studie över karelska byggnader och dekorationsformer.
Som arkitekt ritade Blomstedt ett antal jugendbyggnader i Jyväskylä vilka blev tongivande i den växande stadens stadsbild. Han förespråkade utvecklingen av den nationalromantiska arkitekturen, med olika nätverk av gator, små torg och parker.

## Familj
Blomstedt föräldrar var rektor Kaarlo Johan Blomstedt och Ida Wilhelmina Lindqvist. Han var gift sedan 1899 med Paula Lovisa Forsman. Deras söner var arkitekterna Aulis Blomstedt, Pauli E. Blomstedt och dirigenten professor Jussi Jalas.

## Bildgalleri

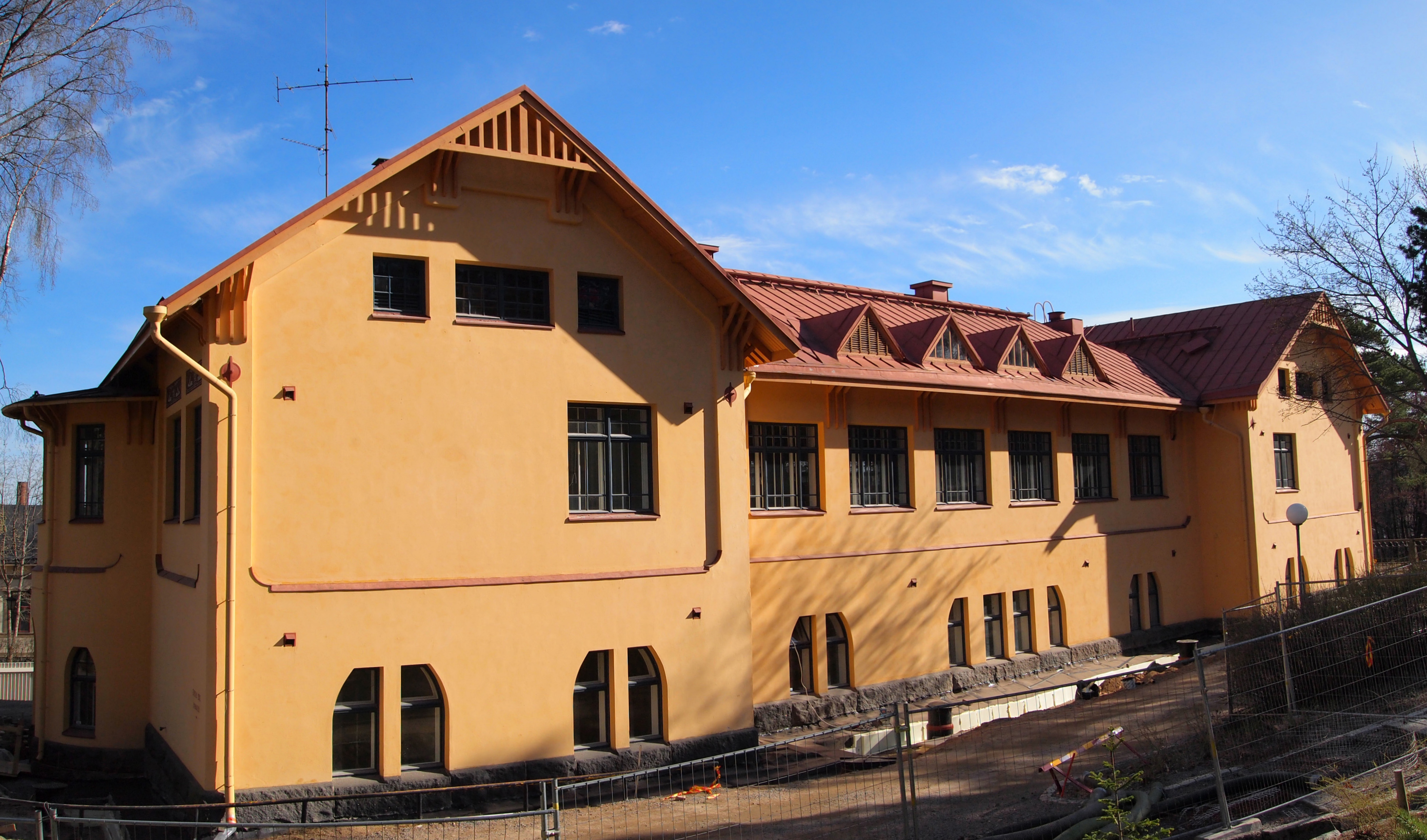
Villa Rana i Jyväskylä.
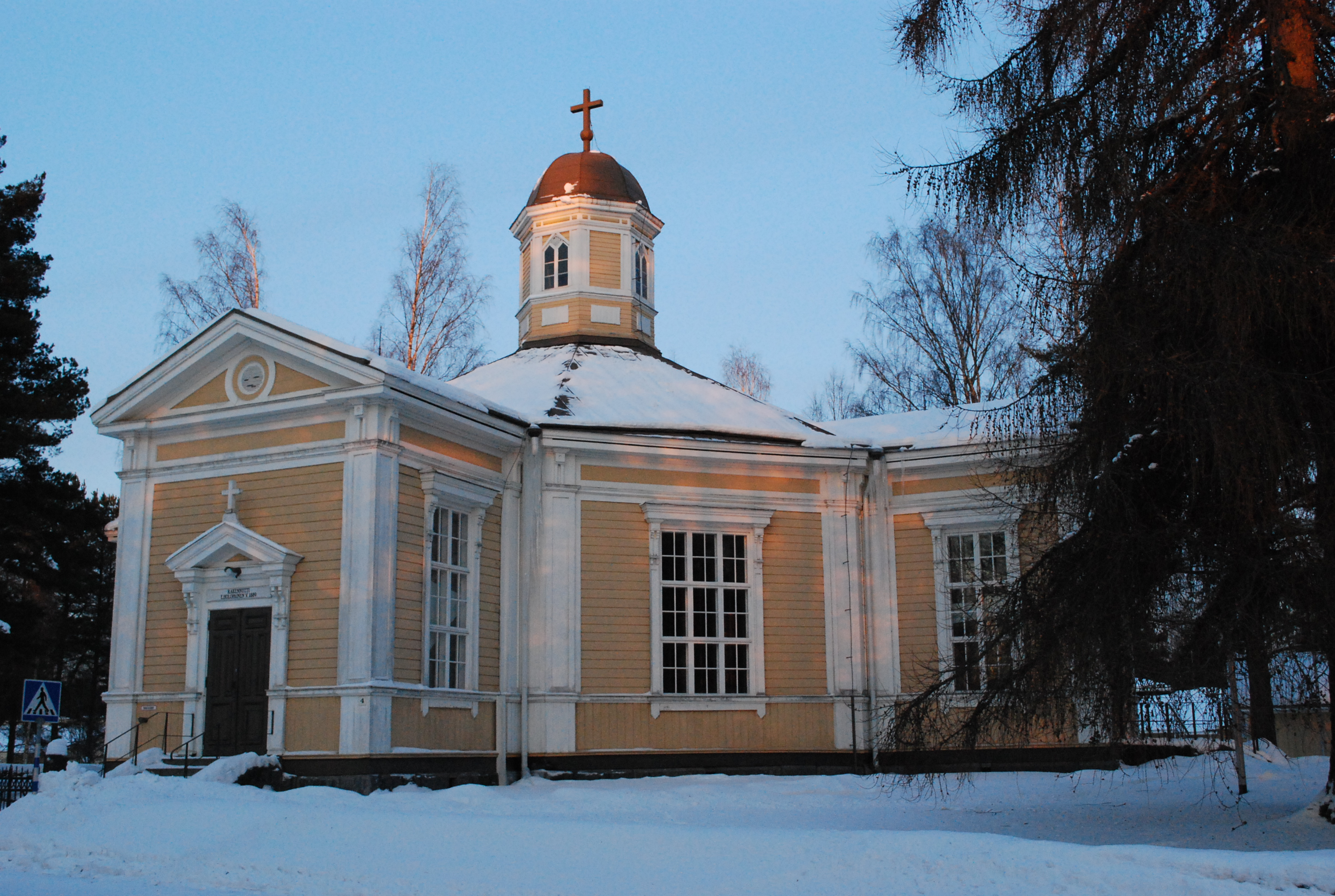
Kyrkan i Sumiais.
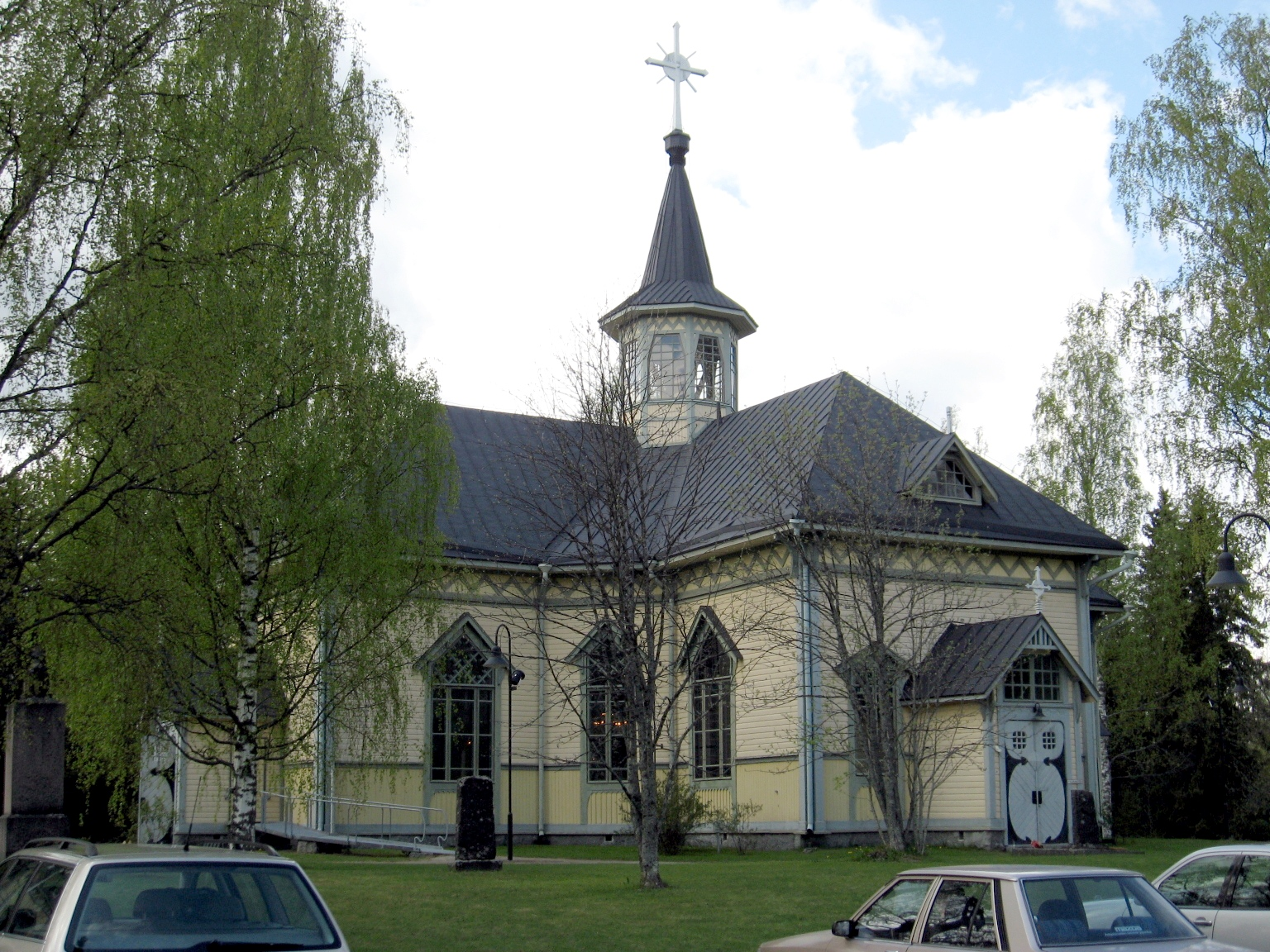
Kyrkan i Uurais.
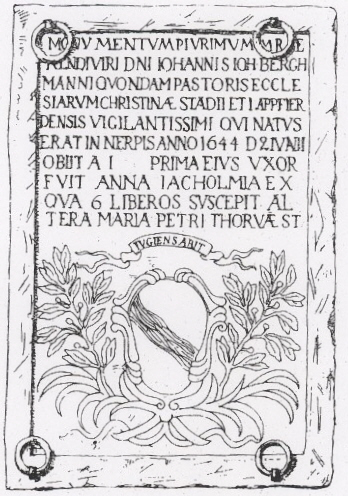
Yrjö Blomstedt var en flitig tecknare, exempelvis 1894 då han illustrerade och beskrev äldre finländska gravstenar i Finskt Museum, såsom denna från 1600-talet i Närpes kyrka.